# АМРА-рецептор

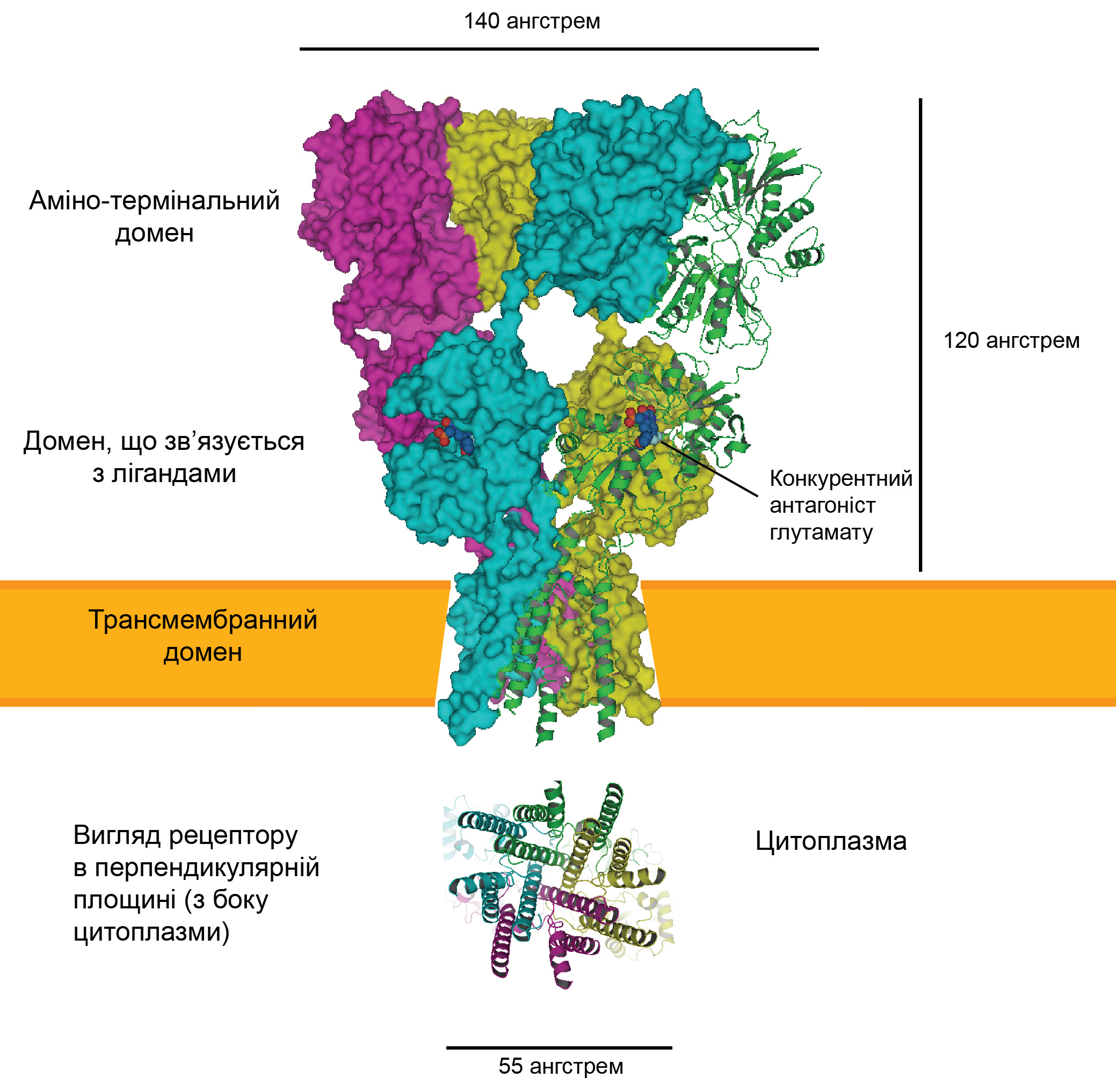
Рисунок 1. Молекулярна структура АМРА-рецептора, вбудованого в клітинну мембрану, і зв'язування з ним ліганду

Рисунок 2. Тривимірна молекулярна модель АМРА-рецептора

АМРА-реце́птор (рецептор α-аміно-3-гідрокси-5-метил-4-ізоксазолпропіонової кислоти, AMPAR) — іонотропний рецептор глутамату, який передає збуджуючі сигнали в хімічних синапсах нервової системи.
АМРА-рецептори знайдено практично в усіх структурах головного мозку, їх вважають найбільш розповсюдженим типом рецепторів у нервовій системі. Основною функцією АМРА-рецептору вважають проведення та модуляцію сигналів збудження високої роздільної здатності у часі.
Свою назву рецептор отримав з огляду на здатність активуватись під час зв'язування з синтетичним аналогом глутамату АМРА.

## Історія
Рецептор було відкрито групою Таге Хоноре з фармакологічного відділення Копенгагенського університету. Тетрамерний АМРА-рецептор, складений чотирма субодиницями GluR2, став першим глутаматним рецептором, який отримали у вигляді кристалів.

## Розповсюдження
АМРА-рецептори є численним та розповсюдженим типом рецепторів у центральній нервовій системі. Велику концентрацію субодиниць GluR1, GluR2 та GluR3 виявлено в гіпокампі, зовнішніх шарах кори мозку, базальних гангліях, нюхових частках, мигдалеподібному тілі та інших зонах мозку. На відміну від них, субодиниця GluR4 в багатьох ділянках мозку наявна в невеликій кількості, але у мозочку, таламусі та спинному мозку її концентрація велика.
На клітинному рівні методом імунопреципітації було встановлено, що в пірамідальних клітинах гіпокампу експресуються АМРА-рецептори, які складаються з субодиниці GluR2 у поєднанні з GluR1 або GluR3. У деяких невеликих популяціях нейронів зустрічаються гомомерні (тобто такі, що складаються лише з одного типу субодиниць) рецептори GluR1. Такі рецептори мають іонопровідні характеристики, що значно відрізняються від інших АМРА-рецепторів.
Під час індивідуального розвитку організму параметри експресії АМРА-рецепторів змінюються. Субодиниця GluR2 починає виявлятись з 16 доби ембріонального розвитку мозку щура, у той час як інші субодиниці з'являються значно пізніше. Також відносна кількість субодиниці GluR2 може змінюватись внаслідок наведеної синаптичної пластичності, механічних ушкоджень нервової тканини тощо.
На субклітинному рівні АМРА-рецептори було виявлено і на постсинаптичній, і на пресинаптичній мембрані хімічного синапсу, а також (у меншій кількості) на несинаптичних ділянках клітинної мембрани нейрона; проте, 60—70% загальної кількості АМРА-рецепторів у клітині постійно перебувають всередині ендоплазматичного ретикулуму.
АМРА-рецептори також наявні й у клітинах нейроглії, де вони беруть участь у процесі апоптозу, спричиненого глутаматною токсичністю. Активація АМРА-рецепторів у гліальних клітинах призводить до викиду цими клітинами АТФ та монооксиду азоту
| Варіанти назви субодиниці  | Локалізація гену в хромосомах | Кількість амінокислот у найдовшому сплайс-варіанті |
| -------------------------- | ----------------------------- | -------------------------------------------------- |
| GluR1, GluRA, GRIA1, GluA1 | 5 q31.1                       | 906                                                |
| GluR2, GluRB, GRIA2, GluA2 | 4 q32-q33                     | 901                                                |
| GluR3, GluRC, GRIA3, GluA3 | X q25-q26                     | 894                                                |
| GluR4, GluRD, GRIA4, GluA4 | 11 q22                        | 902                                                |

## Структура та функції субодиниць
Субодиниці АМРА-рецепторів є модульними структурами, що складаються з чотирьох ділянок, яким притаманний високий ступінь автономності: зовнішньоклітинний аміно-термінальний домен (amino-terminal domain, ATD); зовнішньоклітинний домен, що зв'язується з лігандами (ligand-binding domain, LBD); трансмембранний домен (transmembrane domain, TMD); та внутрішньоклітинний карбоксил-термінальний домен (carboxyl-terminal domain, CTD) (див. Рисунок 1). Існують чотири типи субодиниць, що формують АМРА-рецептор: GluR1, GluR2, GluR3 та GluR4; під час утворення функціонального АМРА-рецептора вони комбінуються по чотири, утворюючи тетрамер. Більшість АМРА-рецепторів є гетеротетрамерами, що складені «димером димерів»: одна субодиниця в кожному з двох димерів зазвичай GluR2, а інша — GluR1, GluR3, або GluR4.
Тетрамеризація субодиниць відбувається завдяки взаємодії між LBD та TMD відповідних субодиниць.
Транскрипція РНК АМРА-рецепторів регулюється білком CREB (cAMP response element-binding protein) та мітоген-активованими протеїнкіназами (Mitogen-activated protein kinases, MAPK).
Формування рецепторів відбувається в шорсткому ендоплазматичному ретикулумі,
де особливі механізми контролю забезпечують належне складання субодиниць та їх взаєморозташування. Було показано, що вже всередині ендоплазматичного ретикулуму відбуваються зміни конформації рецепторів, пов'язані з їхньою функціональної активністю: зв'язуванням ліганду (глутамату), активацією, десенситизацією тощо; ці конформаційні зміни здатні впливати на процес транспортування рецепторів на зовнішню клітинну мембрану
Окрім того, значну роль в олігомеризації рецепторів та їхньому транспорті відіграють ATD їхніх субодиниць.
Після остаточного формування АМРА-рецептори вивільняються в цитоплазму.

### LBD

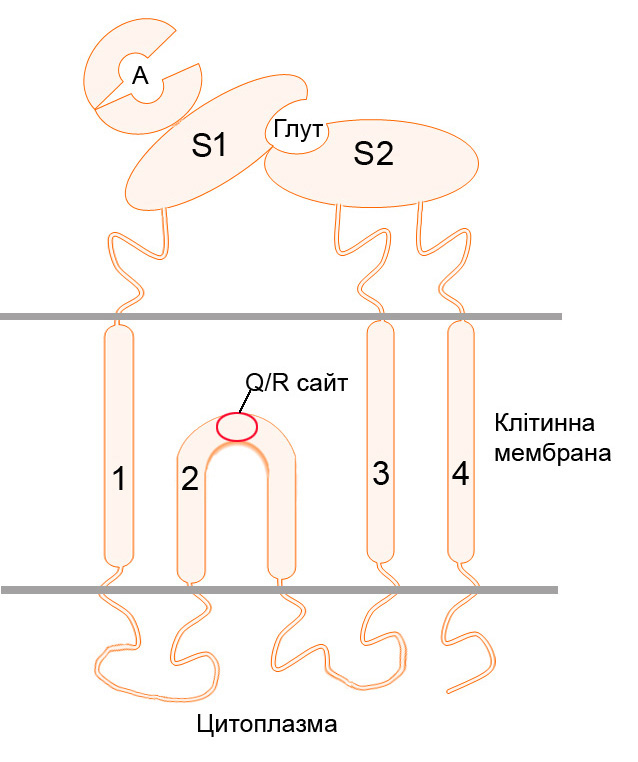
Рисунок 3. Схема будови субодиниці АМРА-рецептора. Цифрами 1-4 позначено трансмембранні сегменти з відповідним номером. Глут — місце зв'язування глутамату, А — місце зв'язування АМРА. Інші пояснення див. у тексті статті

LBD AMPA-рецептора формує два зовнішньоклітинних сегменти, що історично називаються S1 та S2 (див. Рисунок 3).
Ці два сегменти формують клешнеподібну структуру, в якій сегмент S1, що розташований на аміно-термінальному кінці мембранної петлі М1, формує одну її половину, а сегмент S2, що розташований між петлями М2 та М3, формує іншу (див. Рисунок 3). Місце (сайт) зв'язування агоніста вміщується всередині «клешні» між двома сегментами. Контакти між поверхнями сегментамів S1, що належать до різних субодиниць димеру, створюють кілька додаткових сайтів зв'язування молекул алостеричних модуляторів.
Активація рецептора починається із зв'язування агоніста з LBD. Глутамат, АМРА та їх аналоги містять комбінації атомів, що відповідають α-амінній та α-карбоксильній групам; ці групи зв'язуються з відповідними ділянками амінокислотних залишків на сайті зв'язування рецептора (див. Рисунок 1). Далі в процесі активації АМРА-рецептора завдяки зв'язуванню молекули ліганду відбувається зміна конформації LBD. Після зв'язування з агоністом сегменти S1 та S2 змикаються набагато тісніше, аніж коли рецептор перебуває у вільному стані. Сегмент S2 зсувається і спричинює конформаційну перебудову коротких ланцюжків амінокислотних залишків, що поєднують LBD та TMD; сегменти М3 в TMD субодиниць, у свою чергу, розходяться, відкриваючи іонний канал у клітинній мембрані (див. Рисунок 3).
Рух сегментів S1 та S2 відносно один одного призводить до нестабільного стану LBD та TMD. Стабільність макромолекули може бути відновлена у випадку зворотного відкриття «клешні» в LBD, що відбувається у разі закриття іонного каналу, і призводить до дисоціації комплексу ліганд-рецептор. Інший шлях відновлення стабільності в макромолекулі полягає в перебудові конформації на контактній поверхні між субодиницями, що формують димер: тоді стабільність макромолекули відновлюється, ліганд залишається зв'язаним з нею, але іонний канал закривається. Такий стан рецептора називають «десенситизованим»: перебуваючи в ньому, рецептор неактивний (тому що іонний канал закрито), але не може бути активований, позаяк сайт зв'язування агоніста вже зайнято його молекулою.
Альтернативний сплайсинг субодиниць може генерувати дві ізоформи АМРА-рецептора, що називаються фліп- та флоп-формами. Ці форми мають різну чутливість до алостеричних модуляторів, а також у них по-різному відбуваються конформаційні зміни протягом активації, деактивації та десенситизації рецептора.

### ATD
Перші 400—450 амінокислотних залишків кожної субодиниці АМРА-рецептора починаючи з N-кінця (як і в усіх інших іонотропних глутаматних рецепторах) формують ATD. Амінокислотна послідовність ATD іонотропних глутаматних рецепторів має високу подібність до LBD метаботропних глутаматних рецепторів, та деяких бактеріальних периплазматичних білків. З огляду на це, ATD вважають ділянкою, що за попередньої еволюції рецепторів була пристосована для зв'язування ендогенних лігандів, але згодом втратила цю функцію.
За допомогою молекулярно-генетичних методів було створено велику кількість мутантних субодиниць АМРА-рецептора, у котрих ATD повністю відсутній. Такі субодиниці здатні формувати повністю функціональні рецептори; однак, як було з'ясовано завдяки цим мутаціям, ATD має регуляторну функцію: його відсутність впливає на ймовірність відкриття іонного каналу рецептора, швидкість деактивації, десенситизації, тощо.
Окрім того, на ATD було виявлено сайти зв'язування негативних алостеричних модуляторів, таких як фенілетаноламін, іфенпроділ, а також пентраксинів.

### TMD
TMD АМРА-рецепторів складається з чотирьох трансмембранних (тобто таких, що пронизують клітинну мембрану) сегментів: М1, М2, М3 та М4. На початку досліджень рецептора така структура TMD викликала деяке непорозуміння: якщо амінокислотний ланцюг білкової макромолекули проходить крізь клітинну мембрану парне число раз, то його C-кінець та N-кінець мають бути розташовані з одного боку мембрани; але водночас молекулярно-біологічними методами було встановлено, що C-кінець макромолекули рецепторної субодиниці розташований всередині клітини, а N-кінець — ззовні. Цю суперечність було розв'язано, коли з'ясувалося, що сегмент М2 не проходить мембрану наскрізь, а згинається та виходить знову на тому ж (внутрішньоклітинному) її боці (див. Рисунок 3).
Іонопроникні властивості АМРА-рецепторів, що містять GluR2-субодиницю, можуть бути модифіковані посттранскрипційно: кодон амінокислоти глутаміну (Q), що розташована на вершині перегину сегменту М2 (Q/R-сайт), може бути замінений на кодон аргініну (R).
Ця модифікація істотно впливає на іонний транспорт крізь канал рецептора: Q-форма АМРА-рецепторів пропускає іони Са2+ і є майже нечутливою до внутрішньоклітинних поліамінних блокаторів іонного каналу; у свою чергу R-форма є практично непроникною для іонів кальцію, і може бути заблокована поліамінними блокаторами.
Переважна більшість АМРА-рецепторів у нервовій системі належить до R-форми.
Під час формування рецепторного тетрамера сегменти М2 та М3 (що належать до TMD) формують, власне, трансмембранний іонний канал шириною 0,7—0,8 нанометрів: М2 формує його частину, що виходить всередину клітини, М3 — частину, що виходить назовні; сегмент М1 у рецепторі, що діє, розташований назовні від М2 та М3, а сегмент М4 утвоює поверхню, дотичну до сегментів М2 та М3 субодиниці — партнера по димеру.

### CTD
CTD АМРА-рецептора є найбільш нестабільним доменом з погляду послідовності амінокислотних залишків: його первинна структура є різною для всіх чотирьох підтипів субодиниць. Цей домен містить сайти звʼязування значної кількості внутрішньоклітинних білків, котрі регулюють рух рецепторів у клітинній мембрані, їх іонопровідність, тощо.
Окрім того, CTD різних типів субодиниць може взаємодіяти з різними клітинними сигнальними білками: наприклад, CTD субодиниці GluR1 — з гуанозин-монофосфат-залежною протеїнкіназою,
CTD GluR4 — з протеїнкіназою С.
Така взаємодія забезпечує регуляцію функціонування рецепторів (активацію/деактивацію, мембранний транспорт тощо) як відповідь на перебіг внутрішньоклітиних процесів.
| Субодиниці, що складають рецептор | Імовірність відкриття при активації глутаматом | Середній час перебування у відкритому стані (ms) | Електропровідність (pS) |
| --------------------------------- | ---------------------------------------------- | ------------------------------------------------ | ----------------------- |
| GluR1-flip                        | 0,4-1,0                                        | 0,2-0,9                                          | 8, 15, 23, 31           |
| GluR2-flipQ                       | 0,61                                           | 0,32; 1,47                                       | 7, 15, 24, 36           |
| GluR3-flip                        | 0,82                                           |                                                  |                         |
| GluR4-flip                        | 0,77                                           | 0,14; 3,3                                        | 9, 20, 31, 45           |

## Трансмембранні регуляторні білки
Під час дослідження властивостей АМРА-рецепторів, експресованих у штучних гетерогенних системах (ооцити жаби, не-нейронні клітинні культури), їх характеристики виявились відмінними від таких у рецепторів, що їх вивчали в живій нервовій тканині. Ця невідповідність свідчить про існування деякого модулюючого компоненту, притаманного саме нервовій тканині. Велика кількість розбіжностей у характеристиках стала зрозумілою після відкриття трансмембранних АМРА-рецептор-регулюючих білків (transmembrane AMPA receptor regulatory Proteins, TARPs). TARP — це інтегровані білки клітинної мембрани з чотирма трансмембранними доменами, що селективно взаємодіють з АМРА-рецепторами починаючи з ранніх стадій їх синтезу, під час транспортування, вбудовування в мембрану та передачі нервових сигналів.
Із кожним АМРА-рецепторним тетрамером асоційовано два або чотири TARP; вони взаємодіють із рецептором на рівні внутрішньоклітинних, трансмембранних та зовнішніх доменів.
Найбільш розповсюджені типи TARP, а саме γ-2, γ-3, γ-4 та γ-8, взаємодіють з усіма чотирма підтипами субодиниць. TARP γ-2 (старгазин) було вперше ідентифіковано в мозочку як протеїн, необхідний для транспорту АМРА-рецептора з ендоплазматичного ретикулуму до клітинної мембрани.
На додаток до транспортної функції, TARP, звʼязуючись з АМРА-рецептором, збільшує провідність іонного каналу та ймовірність його відкриття, уповільнює деактивацію та десенситизацію.

## Фармакологія
Основним ендогенним лігандом АМРА-рецепторів є глутамат, який зв'язується з «клешнеподібною» структурою на LBD кожної з субодиниць (див. вище). Таким чином, АМРА-рецептор має чотири місця (сайти) зв'язування глутамату. Відкриття іонного каналу відбувається вже після зв'язування агоніста з двома сайтами, але зв'язування з більшою кількістю сайтів збільшує провідність каналу та середній час його перебування у відкритому стані. Під час зв'язування з LBD молекула глутамату, завдяки наявності двох карбоксильних та амінної групи, утворює дев'ять водневих зв'язків з кількома різними амінокислотними залишками.

### Агоністи
Окрім глутамату, АМРА-рецептор може бути активований великою кількістю природних та штучних лігандів: іботеновою кислотою, вілардіїном, а також їх численними похідними та похідними АМРА, гідроксиноркетаміном (див. таблицю). Деякі з цих агоністів виявляють достатню селективність для розрізнення ефектів субодиниць GluR1/GluR2 та GluR3/GluR4: наприклад, Cl-НІВО (похідна іботенової кислоти) активує GluR1 та GluR2 у 275 та у 1600 разів менших концентраціях, ніж GluR3 та GluR4 відповідно. Проте, незважаючи на можливість фармакологічного розрізнення ефектів GluR1/GluR2 та GluR3/GluR4, на поточний момент (2011 рік) ще не відкрито ліганди, які дозволяють розрізняти ефекти кожного індивідуального типу субодиниць.
| Агоніст           | GluR1   | GluR2   | GluR3   | GluR4 |
| ----------------- | ------- | ------- | ------- | ----- |
| L-Глутамат        | 3,4-22  | 6,2-296 | 1,3-35  | 560   |
| АМРА              | 1,3-8,7 | 66      | 1,4-130 | 1,3   |
| Каїнат            | 32-34   | 130-170 | 31-36   |       |
| Вілардіїн         | 11,5    | 6,3     |         |       |
| F-Вілардіїн       | 0,47    | 0,2-0,5 | 20,9    | 11,9  |
| Br-Вілардіїн      | 2,8     | 0,84    |         |       |
| І-Вілардіїн       | 33,6    | 1,5     |         |       |
| Br-НІВО           | 14      | 5,4     | 202     | 39    |
| Cl-НІВО           | 4,7     | 1,7     | 2700    | 1300  |
| (S)-CPW399        | 24,9    | 13,9    | 224     | 34,3  |
| (S)-ATPA          | 22      |         | 7,9     | 7,6   |
| ACPA              | 1,1-11  | 15      | 0,1-5   | 1,1   |
| (S)-4-AHCP        | 4,5     |         | 7,2     | 15    |
| (S)-Thio-ATPA     | 5,2     | 13-40   | 32      | 20    |
| 2-Et-Tet-AMPA     | 42      | 52      | 18      | 4     |
| (S)-2-Me-Tet-AMPA | 0,16    | 3,4     | 0,014   | 0,009 |
| SYM2081           | 132     |         | 453     |       |
| Домоєва кислота   | 1,3     | 0,97    | 21      |       |

### Конкурентні антагоністи
Конкурентні антагоністи АМРА-рецептора зазвичай характеризуються навністю α-аміногрупи, поєднаної з гетероциклічною кільцевою ділянкою.
Першими широковживаними антагоністами рецептора були квіноксаліндіони (CNQX, DNQX, NBQX). Цікаво, що за наявності TARP, асоційованих з АМРА-рецептором, CNQX та DNQX (але не NBQX) перетворюються на слабкі часткові агоністи. CNQX та DNQX викликають часткове закриття «клешні» LBD, що відповідає концепції дії часткового агоніста; за існуючою гіпотезою, TARP регулює ступінь відкриття «клешні» і робить її достатньою для індукції відкриття іонного каналу.
На відміну від квіноксаліндіонів, сполуки NS1209 та UBP282 стабілізують комплекс S1-S2 у більш «відкритому» стані, аніж характерно для незвʼязаного з лігандами рецептора.
| Антагоніст         | GluR1 | GluR2   | GluR3     | GluR4     |
| ------------------ | ----- | ------- | --------- | --------- |
| CNQX               | 0,6   | 0,18    | 2,11      |           |
| DNQX               | 0,25  | 0,45    | 1,66      | 0,19-0,49 |
| NBQX               | 0,4   | 0,59    | 0,31-0,63 | 0,1       |
| ATPO               | 38    | 65      | 110       | 150       |
| YM90K              |       |         | 1,96      |           |
| NS1209             | 0,12  | 0,13    | 0,11      | 0,06      |
| Кінуренова кислота |       | 1900    |           |           |
| LY293558           | 9,2   | 0,4-3,2 | 32        | 51        |
| UBP310             |       | >100    |           |           |
| ACET               |       | >100    |           |           |

### Неконкурентні антагоністи
Основними класами неконкурентних антагоністів АМРА-рецептору є 2,3-бензодіазепіни (наприклад, GYKI-53655), гідрофталазини та тетрагідроізокіналіни.
На відміну від CNQX та DNQX, GYKI-53655 залишається ефективним антагоністом АМРА-рецептора також і за присутності TARP; до того ж його активність як антагоніста навіть підвищується.
Завдяки молекулярно-генетичним дослідженням було доведено, що GYKI-53655 зв'язується одночасно з ділянками, що поєднують сегменти S2 з М4 та S1 з М1; остання ділянка є критичною ланкою в процесі відкриття іонного каналу.
| Антагоніст | GluR1  | GluR2 | GluR3 | GluR4 |
| ---------- | ------ | ----- | ----- | ----- |
| GYKI 52466 | 18-117 |       | 34    | 22-66 |
| GYKI 53405 | 24     |       |       | 28    |
| GYKI 53655 | 6      |       |       | 5     |
| LY 300164  | 21     | 18    | 19    | 18    |
| CP-465,022 | 0,5    |       | 0,5   | 0,3   |

### Безконкурентні антагоністи
Безконкурентні антагоністи АМРА-рецептора, такі як філантотоксини
або канальні блокатори, для своєї дії потребують попереднього переходу іонного каналу рецептора до відкритого стану; після зв'язування зі специфічним сайтом всередині каналу ці речовини механічно блокують проходження іонів крізь нього.
Таким чином, розвиток ефекту цих антагоністів (крива доза-ефект) залежить від ступеню попередньої активації рецепторів у досліджуваній тканині. У свою чергу, реактивація рецептора після їх зв'язування відбувається тільки під дією агоніста, що здатен викликати відкриття іонного каналу; тому відновлення діяльності рецепторів після дії таких антагоністів відбувається, зазвичай, повільніше, ніж для антагоністів попередніх класів.
| Антагоніст        | GluR1    | GluR2 | GluR3 | GluR4 |
| ----------------- | -------- | ----- | ----- | ----- |
| Аргіотоксин 636   | 0,35-3,4 | Н. Д. | 0,23  | 0,43  |
| Токсин джоро      | 0,04     | Н. Д. | 0,03  |       |
| Філантотоксин 433 |          |       | 0,8   |       |
| Філантотоксин 343 | 2,8      |       |       |       |
| Філантотоксин 56  | 3,3pM    |       |       |       |
| Філантотоксин 74  | 2,8      |       |       |       |
| IEM-1460          | 1,6      | Н. Д. | 1,6   |       |
| IEM-1754          | 6,0      |       | 6,0   |       |

### Алостеричні модулятори
Алостеричними модуляторами є речовини, що змінюють активність АМРА-рецептора шляхом зміни перебігу процесів деактивації та десенситизації.
Зв'язування агоніста з LBD спричиняє виникнення напружень у рецепторній молекулі, котрі може бути знято двома шляхами: відкриттям іонного каналу (активація рецептора), або зміною конформації молекули на таку, де канал закритий, але напруження відсутні (десенситизація рецептору). У першому випадку після дисоціації ліганд-рецепторного комплексу іонний канал закривається, а рецептор переходить до ненапруженої конформації (деактивація) (див. Рисунок 5). Позитивні модулятори АМРА-рецептору (наприклад, пірацетам
) зв'язуються з LBD, переводячи його в конформацію, транзит якої до ненапруженого стану після зв'язування з агоністом потребує більшої енергії, ніж у незв'язаному з модулятором стані; таким чином, модулятори запобігають десенситизації рецептора. Деякі з модуляторів також здатні уповільнювати або прискорювати дисоціацію комплексу агоніст-рецептор; таким чином відбувається модуляція процесу деактивації.
Найважливішим параметром, що визначає різницю між алостеричними модуляторами, є саме механізм їхньої дії. Зокрема, анірацетам уповільнює процес деактивації, не впливаючи на силу дії агоністів; РЕРА підсилює ефект АМРА-рецепторів, зменшуючи ступінь та уповільнюючи процес їхньої десенситизації, але не впливає на деактивацію; циклотіазид підсилює афінність агоністів.
Натомість LY404187 стабілізує АМРА-рецептор у відкритому стані після звʼязування його з агоністом, без впливу на швидкість десенситизації, і таким чином дозволяє рецепторам переходити до відкритого стану або безпосередньо, або через проміжну десенситизовану конформацію.
Деякі сполуки (СХ614) одночасно інгібують і процес десенситизації, і процес деактивації завдяки досі невідомому механізму.
Сила ефекту алостеричних модуляторів може залежати від сплайс-варіантів рецептора, з якими вони взаємодіють. Наприклад, циклотіазид практично повністю запобігає десенситизації фліп-варіанту рецептора, але є лише помірно активним у випадку зв'язування з флоп-варіантом.

## Перебіг активації та деактивації
Швидкість перебігу процесів активації та деактивації («ґейтинг») є однією з ключових характеристик, що визначають роль рецептора у фізіології синапсів, синаптичній пластичності та у формуванні нейронних сигналів. Характеристики ґейтингу можуть дуже відрізнятися залежно від типу субодиниць, що складають рецептор, альтернативного сплайсингу, наявності регулюючих білків та ін. Порівняно з іншими типами іонотропних глутаматних рецепторів (NMDA, каїнатні) АМРА-рецептори характеризуються найшвидшим ґейтингом та десенситизацією (тобто має найменші значення часової сталої процесу). Це дозволяє їм модулювати мембранні струми з великою часовою роздільністю, змінюючи, таким чином, параметри та характеристики нервового сигналу протягом часових проміжків в одиниці мілісекунд.
| Субодиниці, що складають рецептор | {\displaystyle \tau }-Деактивації | {\displaystyle \tau }-Десенситизації | {\displaystyle \tau }-Відновлення |
| --------------------------------- | --------------------------------- | ------------------------------------ | --------------------------------- |
| GluR1-flip                        | 0,7-1,2                           | 2,5-4,1                              | 111-147                           |
| GluR1-flop                        | 0,86-1,3                          | 3,2-4,2                              | 147-155                           |
| GluR2-flipQ                       | 0,62-1,1                          | 5,9-9,9                              | 11,7                              |
| GluR2-flopQ                       | 0,54-0,9                          | 1,2-1,9                              | 31,3                              |
| GluR3-flip                        | 0,56                              | 3,0-5,1                              | 15-70                             |
| GluR3-flop                        | 0,63-1,05                         | 1,1-2,8                              | 55-142                            |
| GluR4-flip                        | 0,6                               | 3,6-5,1                              | 6-21                              |
| GluR4-flop                        | 0,6                               | 0,9                                  | 31-43                             |
| GluR1-flip/GluR2-flip             |                                   | 5,1                                  | 28-67                             |
| GluR3-flip/GluR2-flip             |                                   | 4,9                                  | 15-26                             |

## Роль АМРА-рецепторів у довготривалій синаптичній потенціації

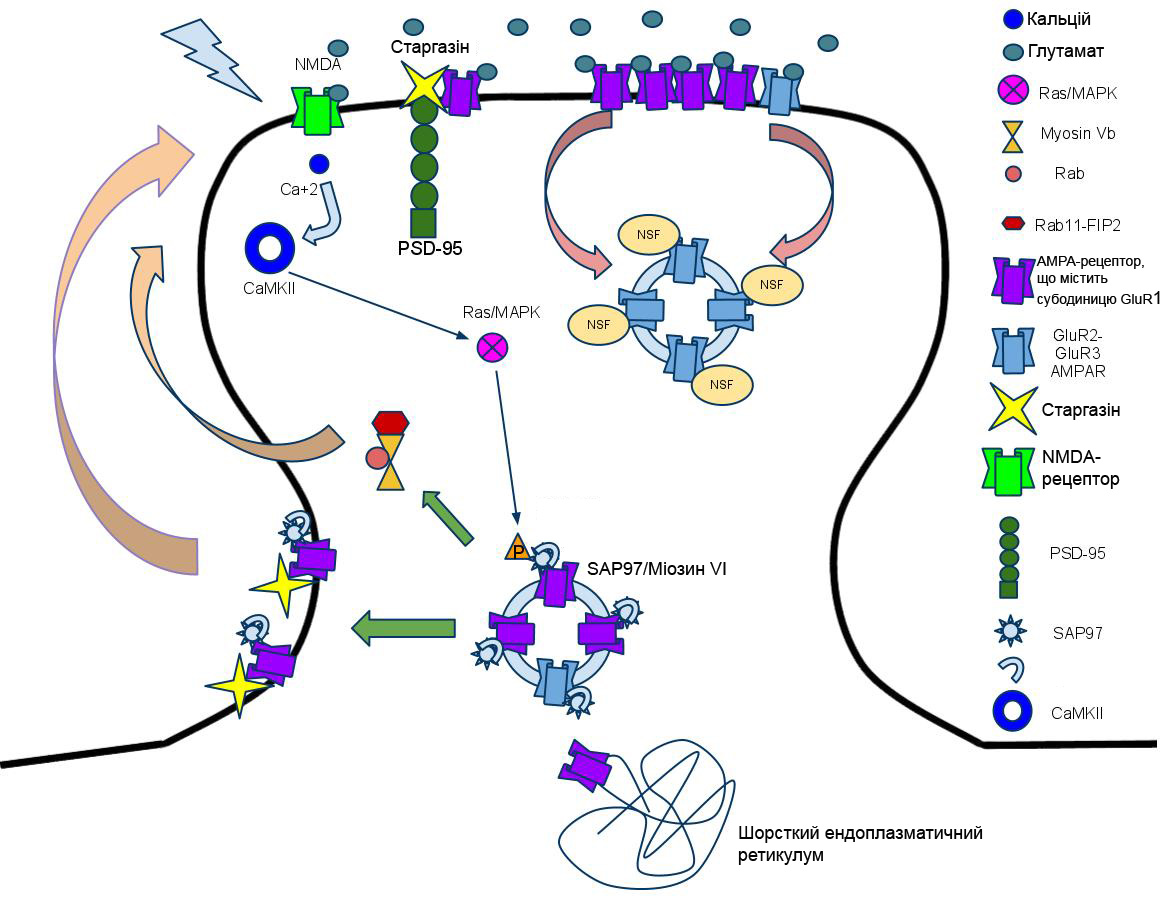
Рисунок 6. Регуляція транспорту АМРА-рецепторів до постсинаптичного ущільнення при надходженні стимулу, що індукує LTP. NSF — N-ethylmaleimide-sensitive fusion protein

Явище довготривалої синаптичної потенціації (Long-Term Potentiation, LTP) у глутаматних синапсах залежить від двох основних компонентів: пресинаптичного вивільнення глутамату та постсинаптичної деполяризації. Наразі LTP вважають одним з важливих клітинних механізмів, що формує та контролює пам'ять. Виходячи з цього, у нейрофізіології, нейрохімії та нейрофармакології велика увага приділяється вивченню молекулярних механізмів LTP. Під час досліджень було доведено, що АМРА-рецептори відіграють значну роль у формування ефекту LTP.

### Іонний механізм
Узагальнюючи, роль АМРА-рецепторів у формуванні швидкого компоненту LTP полягає в наступному. Глутамат, що вивільняється з пресинаптичного нейрона, зв'язується з кількома видами іонно-канальних рецепторів, зокрема з АМРА-рецепторами та NMDA-рецепторами (NMDAR). Зв'язування з лігандом призводить до відкриття АМРА-рецепторів, які пропускають іони натрію всередину клітини, що призводить до деполяризації клітинної мембрани. NMDAR на початку процесу не відкриваються, тому що їх іонний канал за нормального мембранного потенціалу блокується іонами магнію. Але, завдяки надходженню іонів натрію крізь АМРА-рецептори, мембранний потенціал знижується настільки, що цього досить для вивільнення магнію з NMDAR та відкриття їх іонних каналів. На відміну від АМРА-рецепторів, NMDAR пропускає не лише натрій, але й іони кальцію. Кальцій, що надходить до клітини, розпочинає потенціацію ефектів АМРА-рецепторів: зокрема, він призводить до фосфорилювання ферменту кальмодулін-залежної протеїнкінази ІІ (СаМКІІ), який, у свою чергу, викликає фосфорилювання субодиниць АМРА-рецептора, підвищуючи провідність іонних каналів, а підвищення іонної провідності каналів АМРА-рецепторів призводить до активнішого надходження натрію до клітини, що надає процесу позитивний зворотний зв'язок (Рисунок 6).
СаМКІІ здатна ініціювати кілька різних шляхів транспортування АМРА-рецепторів на зовнішню перисинаптичну мембрану:
1. Пряме фосфорилювання синапс-асоційованого протеїну 97 (synaptic-associated protein 97, SAP97)[118]. SAP97 та міозин-VI (рушійний білок) зв'язуються з C-кінцем АМРА-рецептора. Після фосфориляції СаМКІІ весь цей комплекс транспортується до перисинаптичної мембрани[119].
2. Можлива активація транспорту через МАРК-контрольовану систему. У цьому випадку СаМКІІ активує білки Ras, які, у свою чергу, активують МАРК, котра вже транспортує і вбудовує АМРА-рецептори в синаптичну мембрану[120].

### LTP та рух АМРА-рецепторів до постсинаптичного ущільнення
Після потрапляння АМРА-рецептору до перисинаптичної ділянки клітинної мембрани через СаМКІІ- або МАРК-контрольовану систему, рецептори рухаються до постсинаптичного ущільнення (ПСУ); дані щодо механізмів цього процесу досі є суперечливими. Одним з можливих механізмів є прямий рух АМРА-рецепторів з перисинаптичної мембрани до ПСУ під час LTP.
Інший можливий механізм — це поглинання рецепторів на перисинаптичних ділянках та їх пересування до ПСУ у мембранних везикулах зсередини клітини.
Відповідно до експериментальних даних, протягом LTP відбуваються обидва описані процеси, але лише прямий рух рецепторів у клітинній мембрані збільшує їх кількість у ПСУ.
Механізм, що забезпечує рух рецепторів мембраною до ПСУ під час LTP, також остаточно не з'ясовано. Однак, було виявлено кілька видів клітинних білків, які є критично важливими для його функціонування. Наприклад, підвищена активність синтезу SAP97 призводить до активнішого, аніж за звичайних умов, руху АМРА-рецепторів до синапсів.
Інші білки, активність яких впливає на мембранний транспорт АМРА-рецепторів до синапсів, це міозин та кальцій-чутливі моторні білки.

## Роль АМРА-рецепторів у довготривалому синаптичному пригніченні

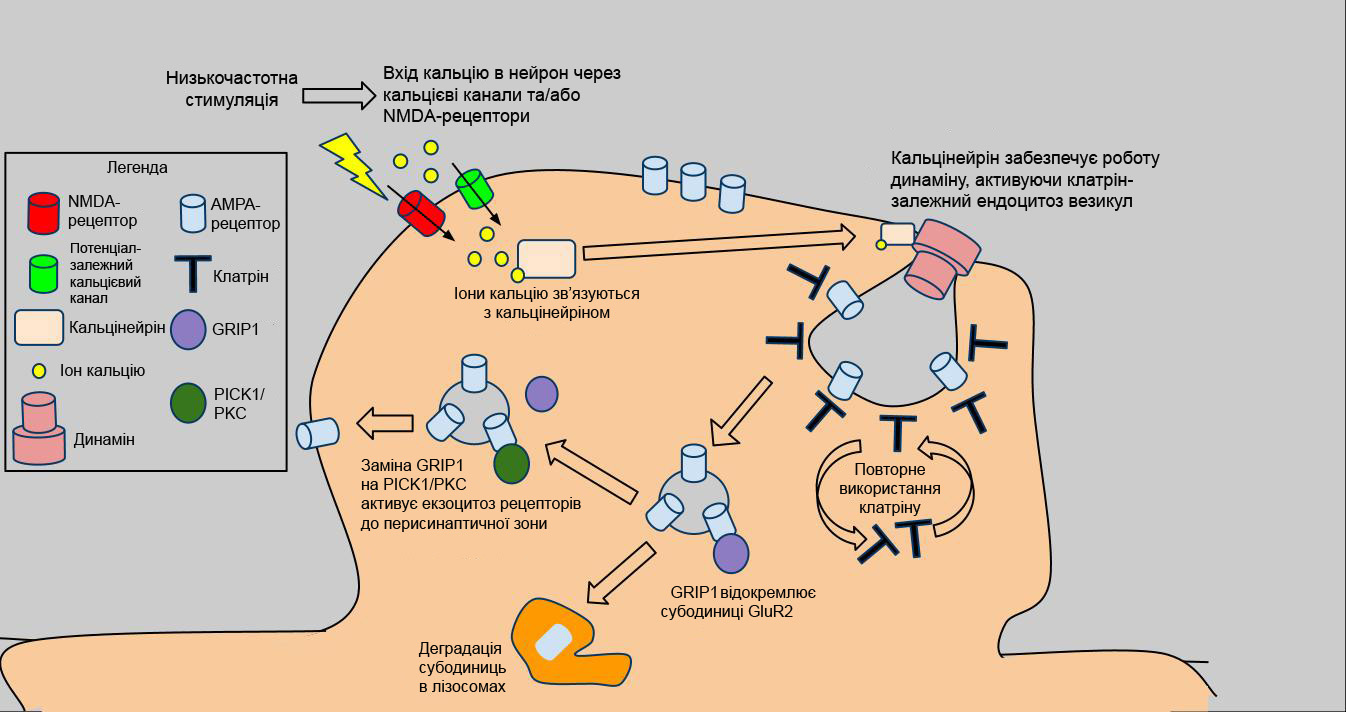
Рисунок 7. Ендоцитоз та транспорт АМРА-рецепторів, індуковані завдяки LTD

Довготривале синаптичне пригнічення (Long-term Depression, LTD) вмикає клатрин- та кальцинейрин-залежні механізми зменшення кількості АМРА-рецепторів у постсинаптичних терміналах дендритів. Також воно індукує транспорт рецепторів, механізм якого відрізняється від транспорту, індукованого LTP. Сигналом для початку ендоцитозу АМРА-рецепторів виступає NMDA-рецептор-залежне надходження кальцію із зовнішньоклітинного середовища, що, у свою чергу, активує фосфатази та кальцінейрін. Окрім того, запуск процесу ендоцитозу залежить також від потенціал-залежних кальцієвих каналів; тобто, судячи з усього, ендоцитоз АМРА-рецепторів індукується підвищенням внутрішньоклітинної концентрації кальцію незалежно від її конкретного механізму.
У той час як блокада фосфатаз майже не впливає на ендоцитоз рецепторів, натомість додавання антагоністів кальцинейрину суттєво його пригнічує.
Далі кальцинейрин контактує з ендоцитозним протеїновим комплексом у постсинаптичній зоні. Цей комплекс, що складається з клатринового масиву під ділянкою мембрани, яка містить АМРА-рецептори, та білків, що поєднують масив та мембранну ділянку, власне і здійснює поглинання рецепторів, особливо ефективно у випадку, якщо вони містять субодиницю GluR2 та/або GluR3. Активізація кальцинейрину спричинює активацію ГТФази динаміну, що, у свою чергу, уможливлює вгинання клатринового масиву всередину клітини та перетворення його на внутрішню везикулу.
АМРА-рецептори, перенесені всередину клітини, спрямовуються на розкладання в лізосомах, або, завдяки дії білків РІСК1 та РКС, знову переносяться на зовнішньоклітинну мембрану в перисинаптичній зоні (див. Рисунок 7).

## Оглядова література
- Dingledine R, Borges K, Bowie D, et al. (1999) The glutamate receptor ion channels [Архівовано 1 березня 2012 у Wayback Machine.]. Pharmacological Reviews 51: 7–62.
- Erreger K, Chen PE, Wyllie DJA, et al. (2004) Glutamate receptor gating. Critical Reviews in Neurobiology 16: 187–225. doi:10.1615/CritRevNeurobiol.v16.i3
- Gouaux E (2004) Structure and function of AMPA receptors. Journal of Physiology 554: 249–253. doi:10.1113/jphysiol.2003.054320
- Kew JN and Kemp JA (2005) Ionotropic and metabotropic glutamate receptor structure and pharmacology. Psychopharmacology (Berlin) 179(1): 4–29. doi:10.1007/s00213-005-2200-z
- Palmer CL, Cotton L, and Henley JM (2005) The molecular pharmacology and cell biology of alpha-amino-3-hydroxy-5-methyl-4-isoxazolepropionic acid receptors. Pharmacological Reviews 57(2): 253–277. doi:10.1124/pr.57.2.7